# Latridopsis ciliaris
Latridopsis ciliaris är en fiskart som först beskrevs av Forster, 1801.  Latridopsis ciliaris ingår i släktet Latridopsis och familjen Latridae. Inga underarter finns listade i Catalogue of Life.